# 西奧尼昂塔 (紐約州)
西奧尼昂塔（英語：West Oneonta）是位於美國紐約州奧齊戈縣的非建制地區。

## 歷史
西奧尼昂塔的郵局自1839年營運至今。

## 地理
西奧尼昂塔所處的海拔為高於海平面347米（即1138英呎），而該地所採用的時區為UTC-5，即北美东部时区（EST）。同時該地設有夏令時間，為UTC-5調快一小時，即UTC-4（EDT）。